# 舞谱

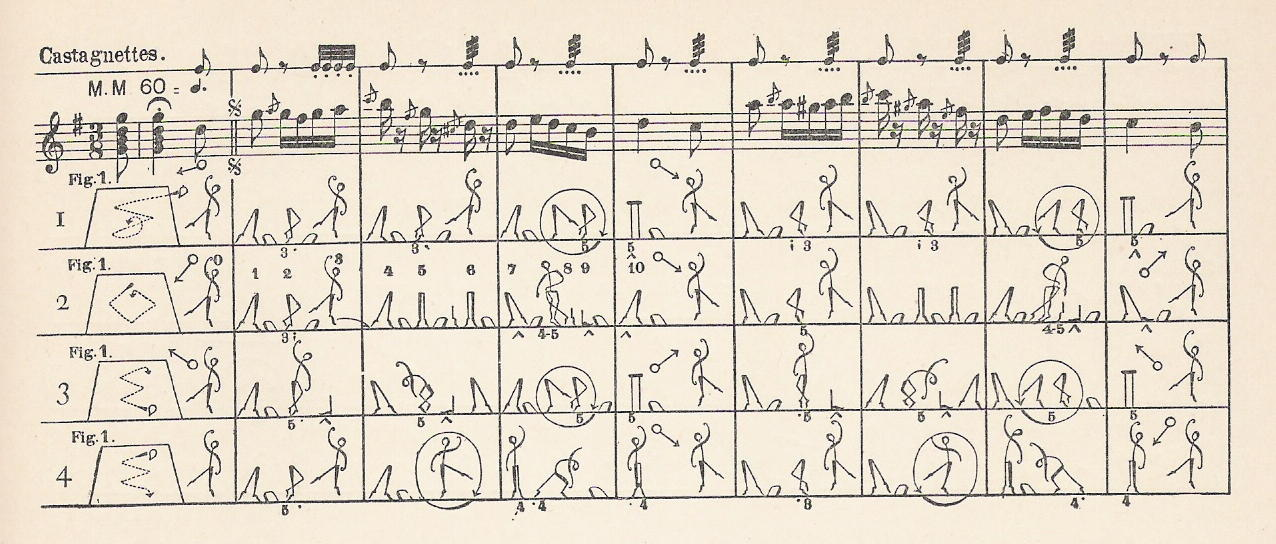
一张舞谱

舞谱是运用图形符号、图、路径映射、数字系统、字母和文字记号等方法，对人类舞蹈动作和形式的符号表示。已经发明了多种舞蹈符号系统，其中许多系统被设计成记录特定类型的舞蹈。